# Travassô e Óis da Ribeira
Travassô e Óis da Ribeira est une paroisse civile portugaise (en portugais : freguesia) de la municipalité d'Águeda dans le district d'Aveiro. Elle est créée en 2013, par fusion des paroisses de Travassô et Óis da Ribeira.

## Géographie
Travassô e Óis da Ribeira est traversée par la rivière Águeda (pt), affluent de la Vouga qui servait autrefois de démarcation entre les paroisses de Travassô au nord et Óis da Ribeira au sud. Le territoire de Travassô e Óis da Ribeira est délimité au sud par la Pateira de Fermentelos (pt), un lac formé par la rivière Cértima (pt).

## Histoire
La paroisse est créée par la loi no 11-A/2013 du 28 janvier 2013 portant réorganisation administrative du territoire des freguesias, en fusionnant les paroisses de Travassô et Óis da Ribeira. Son nom officiel est União das Freguesias de Travassô e Óis da Ribeira et son siège est fixé à Travassô.

## Démographie
Lors du recensement de 2021, Travassô e Óis da Ribeira compte 2 203 habitants.